# Aeropuerto Internacional de Duala
El Aeropuerto Internacional de Douala (en francés Aéroport international de Douala) (IATA: DLA, OACI: FKKD) es un aeropuerto internacional ubicado a 10 kilómetros de Duala, la mayor ciudad en Camerún y antigua capital de Camerún. Es el aeropuerto con más movimiento del país.

## Aerolíneas y destinos
| Aerolíneas             | Destinos                                   |
| ---------------------- | ------------------------------------------ |
| Afrijet Airlines       | Libreville                                 |
| Air France             | París                                      |
| Air Ivoire             | Yamena                                     |
| Brussels Airlines      | Bruselas                                   |
| CEIBA Intercontinental | Malabo                                     |
| Cronos Airlines        | Malabo                                     |
| Ethiopian Airlines     | Addis Abeba, Malabo, Yamena                |
| ASKY Airlines          | Bangui, Johannesburgo, Lagos, Lomé, Yamena |
| Kenya Airways          | Bangui, Malabo, Nairobi                    |
| Royal Air Maroc        | Bangui, Casablanca, Yaundé                 |
| RwandAir               | Brazzaville, Cotonú, Kigali, Libreville    |
| Trans Air Congo        | Brazzaville, Pointe-Noire                  |

### Aerolíneas de carga
| Aerolíneas                                   | Destinos |
| -------------------------------------------- | -------- |
| Air France Cargo operado por Martinair Cargo |          |

## Accidentes e incidentes
- 4 de marzo de 1962: Vuelo 153 de Caledonian Airways
- 5 de mayo de 2007: Vuelo 507 de Kenya Airways